# Antiautoritarismo
El antiautoritarismo es la oposición al autoritarismo, el cual es definido como "la doctrina política que aboga por el principio del gobierno absoluto: absolutismo, autocracia, despotismo, dictadura, totalitarismo."  Los antiautoritarios usualmente creen en la igualdad ante la ley y las libertades civiles.
En ocasiones el término es usado como intercambiable con el de anarquismo, una ideología que rechaza al Estado. Aunque en otras ocasiones se usa para referirse a otras filosofías u organizaciones antiestatistas incluyendo a ciertos elementos que rechazan la organización partidista. Algunas veces estos grupos pueden estar muy cercanos filosóficamente al anarquismo, pero en otras ocasiones pueden albergar valores opuestos.